# Georgeantha
Georgeantha là một chi thực vật có hoa trong họ Ecdeiocoleaceae.